# Nueva Escocia
Nueva Escocia est une localité rurale argentine située dans le département de Concordia et dans la province d'Entre Ríos.

## Démographie
La population de la localité, c'est-à-dire à l'exclusion de la zone rurale, était de 269 habitants en 1991 et de 373 en 2001. La population de la juridiction du conseil de direction était de 476 habitants en 2001.